# Пульс

Места, где колебания стенок сосудов наиболее ощутимы

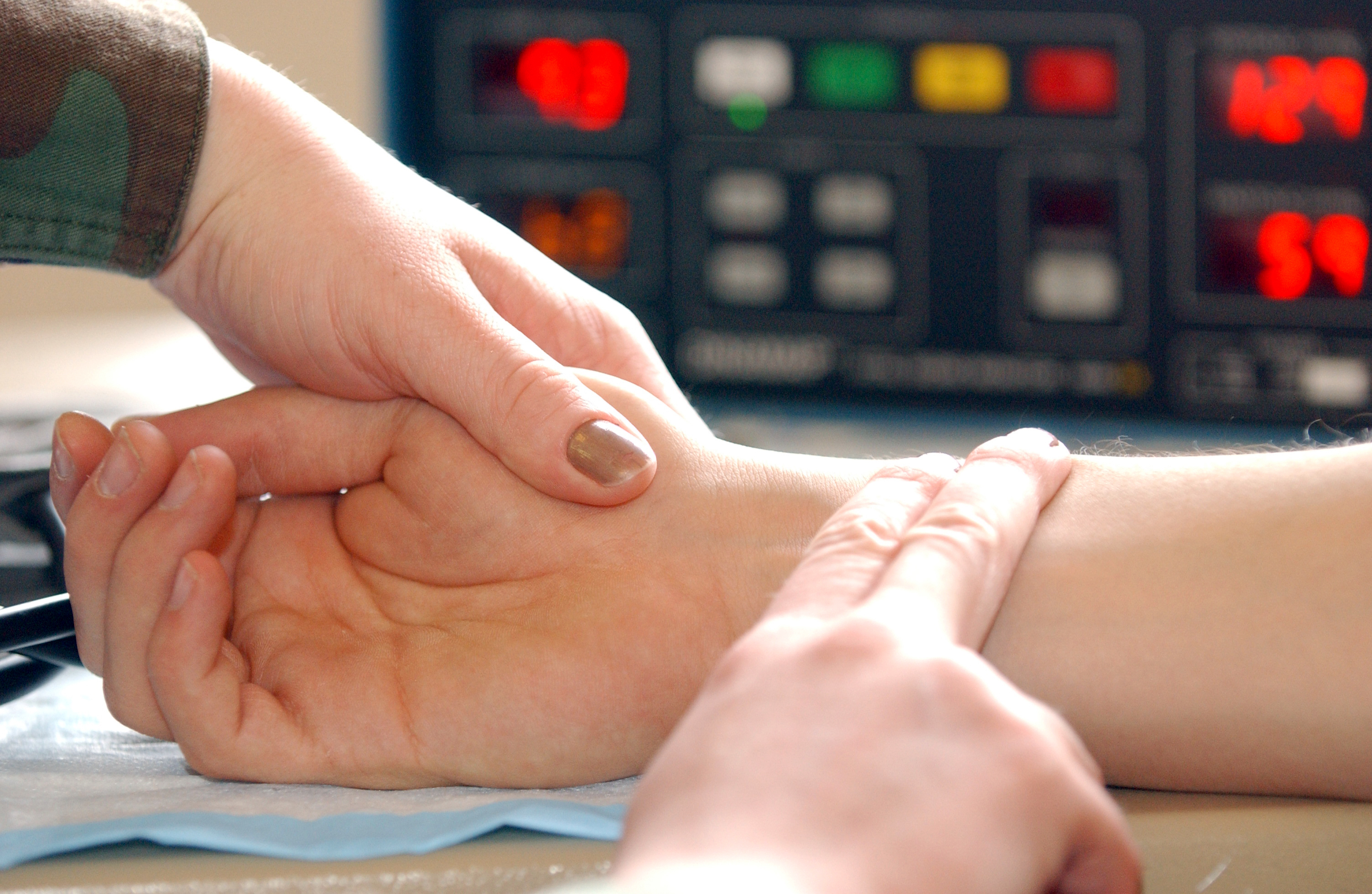
Определение частоты пульса английскими военными врачами

Пульс (от лат. pulsus — удар, толчок) — толчкообразные колебания стенок артерий, связанные с сердечными циклами. В более широком смысле под пульсом понимают любые изменения в сосудистой системе, связанные с деятельностью сердца, поэтому в клинике различают артериальный, венозный и капиллярный пульс. Является одним из основных и старейших биомаркеров.

## Границы частоты нормального пульса разных групп
Частота пульса измеряется в количестве ударов в минуту:
| Новорождённые от 0 до 3 мес. | Младенцы от 3 до 6 мес. | Младенцы от 6 до 12 мес | Дети от 1 года до 10 лет | Дети старше 10 лет и взрослые, включая пожилых | Хорошо тренированные взрослые спортсмены |
| ---------------------------- | ----------------------- | ----------------------- | ------------------------ | ---------------------------------------------- | ---------------------------------------- |
| 100—150                      | 90—120                  | 80—120                  | 70—130                   | 60—100                                         | 40—60                                    |

Сердце, как любая мышца, может увеличиться в размере под воздействием тренировок и растёт по мере взросления. Поэтому в состоянии покоя у «аэробных» спортсменов (марафонцев, лыжников, велосипедистов, пловцов) для прокачки того же объёма крови требуется меньше сердечных сокращений, чем сердцу нетренированного человека. Наоборот, у маленьких детей сердце меньше, и потому минимальный пульс выше. Частота пульса может быть использована для контроля здоровья сердца и уровня физической подготовки вообще. Обычно чем пульс реже, тем лучше, но в случае брадикардии это может быть опасно. Тревожными симптомами при редком пульсе являются слабость и обмороки.

## История пульсовой диагностики
- Исследования пульса с диагностической целью в Александрии во времена династии Птолемеев (из которой происходила Клеопатра) применяли Герофил Халкедонский и Эразистрат. Герофил был автором труда «Peri sphigmon pragmateias», который считался лучшим трактатом древности о пульсе. Герофил полагал, что пульс есть «движение артерий» и при помощи пульса можно узнать «существование в организме болезни и предвидеть грядущие». Именно ему принадлежат термины «систола» и «диастола».
- В I веке нашей эры в Римской империи был популярен врач Архиген из Сирии. Под термином «сфигмос» Архиген понимал нормальное движение артерий и сердца, различал систолу и диастолу и выделял четыре такта: систола-диастола и две паузы. Архиген предложил классификацию пульса по продолжительности диастолы (большой, малый, средний), по характеру движений сосуда (скорый, редкий, сильный), по тонусу давления (сильный, слабый, средний), по силе пульсового удара, по времени покоя, по состоянию стенки сосуда (твердый, мягкий, средний), по ровности или неровности, по правильности или неправильности, по полноте или густоте, по ритму. Он различал дикротический, муравьиноподобный, газелевидный, волнистый пульсы.
- Известный хирург Руф Эфесский, который задолго до Гарвея описал механику кровообращения, пульс здоровых людей называл «эвритмический» (др.-греч. εὐρυθμία — соразмерность), болезненный — «параритмический» (παρά — рядом). Он описал экстрасистолию, дикротический, альтернирующий пульс и нитевидный (лат. pulsus vermicularis) у агонирующих больных.
- Гален написал о пульсе 7 книг (334 страницы), выделял 27 видов пульса, каждый вид делил ещё на три разновидности. Он описал синусовую и дыхательную аритмию. Именно по пульсу он поставил диагноз болезни желудка императору Марку Аврелию.
- Врач Аэций из Амида, работавший в Александрии и Константинополе, в своей книге «Тетрабиблион» описал особенности пульса при анемии, обезвоживании, малярии.
- Врач Архиматей из Салерно описал методику пальпации пульса, которая повсеместно используется и в настоящее время.
- Парацельс предложил пальпировать пульс на руках, ногах, а также шейных и височных артериях, грудной клетке и в подмышечных впадинах.

### Древний Китай
Метод диагностики по пульсу возник за много веков до нашей эры. Среди дошедших до нас литературных источников самыми древними являются труды древнекитайского и тибетского происхождения. К древнекитайским относятся, например, «Бинь-ху Мо-сюэ», «Сян-лэй-ши», «Чжу-бинь-ши», «Нан-цзин», а также разделы в трактатах «Цзя-и-цзин», «Хуан-ди Нэй-цзин Су-вэнь Линь-шу» и др.
История пульсовой диагностики неразрывно связана с именем древнего китайского врачевателя — Бянь Цяо (Цинь Юэ-Жэнь). Начало пути методики пульсовой диагностики связывают с одной из легенд, согласно которой Бянь Цяо был приглашён для лечения дочери знатного мандарина (чиновника). Ситуация осложнялась тем, что видеть и дотрагиваться до особ знатного сана было строго запрещено даже врачам. Бянь Цяо попросил тонкую бечёвку. Затем предложил привязать другой конец шнура на запястье принцессы, находящейся за ширмой, но придворные лекари пренебрежительно отнеслись к приглашённому врачу и решили над ним подшутить, привязав конец шнура не на запястье принцессы, а на лапку собачки, бегавшей рядом. Через несколько секунд, к удивлению присутствующих, Бянь Цяо невозмутимо заявил, что это импульсы не человека, а животного и это животное мается глистами. Искусность врача вызвала восхищение, а шнур с доверием был перенесён на запястье принцессы, после чего было определено заболевание и назначено лечение. В результате принцесса быстро выздоровела, а его методика получила широкую известность.
Хуа То — успешно использовал пульсовую диагностику в хирургической практике, сочетая с клиническим осмотром. В те времена производить операции запрещалось законом, операция производилась в крайнем случае, если уверенности на излечение консервативными методами не было, диагностических лапаротомий хирурги просто не знали. Диагноз ставился при внешнем исследовании. Своё искусство владения пульсовым диагнозом Хуа То передавал старательным ученикам. Существовало правило о том, что совершенному владению пульсовой диагностикой может научиться только мужчина, учась только у мужчины в течение тридцати лет. Хуа То был первым, кто применил особый приём для экзаменации учеников по умению использовать пульсы для диагноза: пациента усаживали за ширмой, а в разрезы в ней просовывали его руки так, что ученик мог видеть и изучать только кисти. Ежедневная, настойчивая практика быстро давала успешные результаты.

### Средняя Азия
Среднеазиатский врач Абу Али Хусейн ибн Абдаллах ибн Сина создал «Трактат о пульсе» («Рисолайи набзийа»)

Копия рукописи «Канона врачебной науки» (сделана в 1143 в Багдаде). Институт рукописей Национальной Академии Наук Азербайджана в Баку
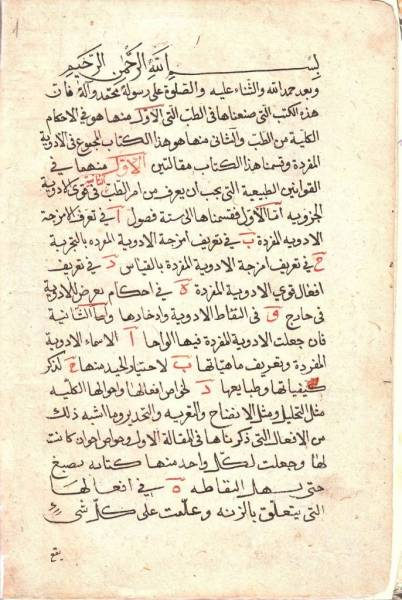
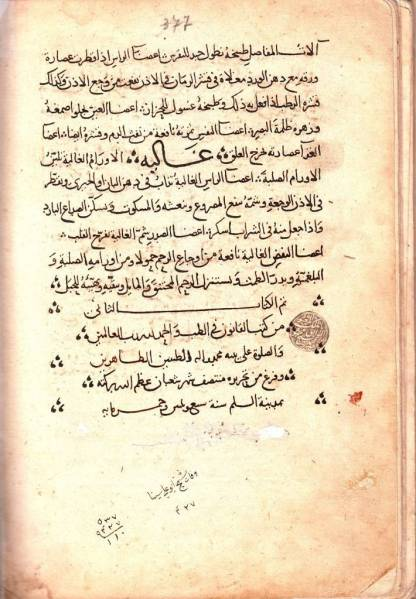
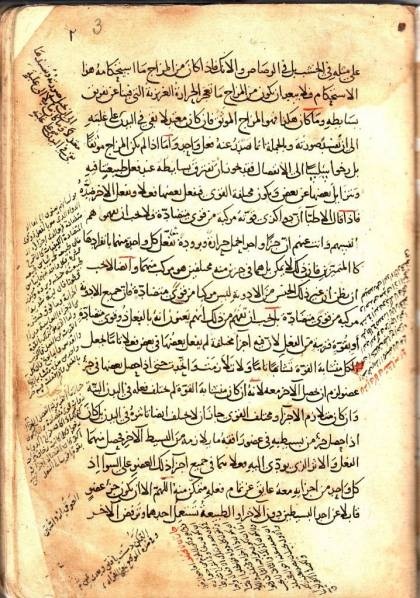
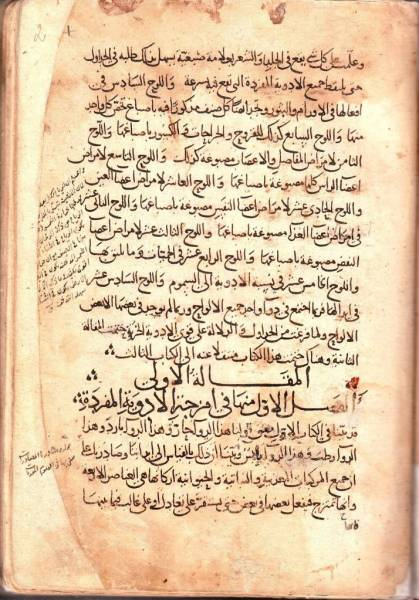

### Эпоха Нового времени
До XVIII века врачи не считали пульс, ограничиваясь только оценкой его качеств. В начале XVIII века британский врач Джон Флойер (sir John Floer) заказал часовых дел мастеру часы со стрелкой, которые ходили одну минуту. Он убедился в их практическом удобстве и 1707 году опубликовал книгу «The Phisican’s Pulse Watch» («Врачебные часы для подсчёта пульса»), однако первый русский врач П. Посников подсчитывал пульс с помощью песочных часов. Использовать секундомер для подсчёта пульса стали только в XIX веке. Есть мнение, что подсчёт пульса по секундам и минутам был предложен астрономом Иоганном Кеплером.

### Пульсовая диагностика в современной медицине
Различные варианты методик, так или иначе связанных с анализом сердцебиений и пульсовой волны, широко используются в современной медицине. При этом развиваются как «традиционные» методики, похожие на применявшиеся в исторической медицине, так и аппаратные (когда для анализа ритмичности работы сердца используют приборы: пульсометр, пульсоксиметр, электрокардиограф и др.). Таким образом, сегодня исследования пульса можно условно разделить на 2 ветви:
1. мануальные исследования проявлений работы сердца;
2. аппаратные исследования ритмичности сердцебиений.

К аппаратным методикам можно отнести, например, анализ вариабельности кардиоритма, основы которого в СССР и России были заложены в 60-х гг. XX века. Пионером метода в СССР чаще всего называют Р. М. Баевского. Аналогичные методы анализа получили признание во всём мире.
В практической медицине выделяют ряд направлений, связанных с анализом ритмичности сердечной функции:
1. скрининг грубой патологии сердца, мониторирование функции сердца у тяжело больных и в операционной;
2. рутинная диагностика нарушений проводимости;
3. оценка (прогноз) риска острой сердечно-сосудистой патологии, включая смерть;
4. скрининг различных кардиомиопатий;
5. контроль так называемой «кардиотоксичности» фармакологических препаратов и субстанций;
6. функциональный контроль в общемедицинской и спортивной практике.

Широкое распространение анализ вариабельности кардиоритма получил также для оценки уровня стресса. Исследуются когнитивные аспекты кардиоритма, где связываются состояние психической сферы и особенности структуры кардиоритма.
В 2012 году исследователями Массачусетского технологического института был предложен способ измерения пульса путём анализа малозаметных изменений цвета кожи на видеозаписи. Эта идея получила дальнейшее развитие в методе определения пульса по анализу микроскопических движений головы, вызванных толчками движущейся по артериям крови.

## Артериальный пульс
Артериальный пульс — это ритмические толчкообразные колебания стенок артерий, связанные с изменением их кровенаполнения. Существует несколько методов исследования пульса:
- Пальпация
- Осмотр
- Сфигмоманометрия, в том числе аускультативным методом Короткова
- Сфигмография
- Пульсоксиметрия

### Пальпация
При большом разнообразии методов исследования сердечной деятельности пальпация отличается скоростью и простотой, так как не требует длительной специальной подготовки перед процедурой.
В человеческом теле есть несколько мест, в которых можно пропальпировать пульс. Во время процедуры пальпируются поверхностно лежащие артерии.

#### Верхняя конечность
- Подмышечный пульс: пальпируется в нижней части латеральной подмышечной стенки (подмышечная артерия).
- Плечевой пульс: определяется на плечевой артерии в пределах верхней конечности, рядом с локтем, чаще всего используется как альтернатива каротидному пульсу у младенцев.
- Лучевой пульс: пальпируется на латеральной стороне запястья (лучевая артерия).
- Локтевой пульс: определяется на медиальной части запястья (локтевая артерия).

##### Методика пальпации лучевого пульса
Врач становится напротив пациента и прощупывает пульсацию лучевых артерий на правой и левой руке. Затем одновременно обхватывает тремя пальцами своей правой руки область пульсации на левой руке обследуемого, а левой рукой, соответственно, на правой. Полагаясь на своё чувство осязания, врач определяет наличие или отсутствие различий в наполнении и величине артериального пульса (pulsus differens), то есть определяет симметричность пульса.
Затем врач нащупывает тремя пальцами область лучевой артерии на одной руке пациента и даёт остальные характеристики: частота, ритмичность, наполнение, напряжение, высота, форма. Существуют разные методики подсчёта частоты пульса, но всё же рекомендуется проводить полную процедуру подсчёта в течение одной минуты, так как при аритмиях частота может резко меняться.
Третий этап — это определение наличия или отсутствия дефицита пульса. Данное исследование проводят одновременно два человека. Один методом пальпации определяет частоту пульса (ЧП), второй методом аускультации подсчитывает ЧСС. Затем сравнивают полученные цифры. В норме ЧП = ЧСС, но в ряде случаев, например при аритмиях, они отличаются. В этом случае говорят о дефиците пульса.

#### Нижняя конечность
- Бедренный пульс: определяется на внутренней стороне бедра, между лобковым симфизом и передневерхней остью подвздошной кости на бедренной артерии.
- Подколенный пульс: исследование проводят на согнутой в коленном суставе ноге. Пациент должен держать ногу под углом примерно 124°. Область прощупывания пульса локализуется в верхней части подколенной ямки (подколенная артерия).
- Пульсация тыльной артерии стопы: пальпируется над сводом стопы, латерально от длинного разгибателя большого пальца.
- Пульсация задней большеберцовой артерии: определяется двумя сантиметрами ниже и кзади от задней лодыжки.

#### Голова/шея
- Каротидный пульс: исследуется на сонной артерии, расположенной в области шеи. Артерия пальпируется перед передним краем грудинноключичнососцевидной мышцы, ниже подъязычной кости и латерально от щитовидного хряща. При данном методе измерения следует мягко пальпировать артерию, при этом пациент должен сидеть или лежать. Стимуляция барорецепторов, расположенных в каротидном синусе, может спровоцировать брадикардию вплоть до остановки сердца у особо чувствительных пациентов. Также не следует пальпировать обе сонные артерии одновременно. Чрезмерное сдавление сонных артерий может привести к обмороку или ишемии мозга.
- Лицевой пульс: определяется на лицевой артерии, пальпируется на нижнем крае нижней челюсти по линии угла рта.
- Височный пульс: пальпируется указательным и средним пальцем на висках, чуть кпереди и выше от скуловой дуги (поверхностная височная артерия).

#### Туловище
- Верхушечный пульс. Определяется в 4—5 левом межреберье, снаружи от среднеключичной линии. В отличие от других методов определения пульса, при данном способе оценивается не пульсация артерий, а непосредственно сократительная деятельность сердца.

### Осмотр
В ряде случаев пульсация артерий бывает настолько выраженной, что её можно выявить при осмотре. Типичный пример — пляска каротид, которая характеризуется выраженной пульсацией области сонной артерии на шее.

### Сфигмография
Основная статья: Сфигмография

Сфигмограмма (схема) артериального пульса. Интервал А—Б — анакрота, Б—В — катакрота, стрелкой указан дикротический подъём

Сфигмогра́фия — инструментальный метод исследования артериального пульса, при котором с помощью сфигмографа получают графическое отображение свойств пульса, называемое сфигмогра́ммой.
Элементы сфигмограммы:
Анакрота — интервал подъёма пульсовой волны. Во время систолы левого желудочка сердца порция крови резко выбрасывается в аорту и расходится далее по артериям. На пике анакроты (на рисунке в точке Б) регистрируется систолическое артериальное давление.
Катакрота — интервал падения волны. Происходит во время оттока крови из артерий в капилляры. На самой нижней точке катакроты (точка А) регистрируется диастолическое артериальное давление.
Дикротический подъём — вторичный подъём на катакроте. Во время закрытия аортального клапана давление в артериях начинает резко падать, так как кровь кратковременно течёт в обратном направлении к сердцу, но после закрытия этого клапана она вновь устремляется в аорту. После чего давление падает более медленно.

## Свойства артериального пульса

### Частота
Частота пульса — величина, отражающая число колебаний стенок артерии за единицу времени.
Учащение пульса у разных групп людей происходит по разным причинам. У людей абсолютно здоровых и у страдающих сердечно-сосудистыми заболеваниями это происходит либо непроизвольно, либо, что чаще, из-за различных внешних факторов.
В зависимости от частоты различают пульс:
- умеренной частоты — 60—90 уд./мин;
- редкий (pulsus rarus) — менее 60 уд./мин;
- частый (pulsus frequens) — более 90 уд./мин.

### Ритмичность
Ритмичность пульса — величина, характеризующая интервалы между следующими друг за другом пульсовыми волнами. По этому показателю различают:
- ритмичный пульс (pulsus regularis) — если интервалы между пульсовыми волнами одинаковы;
- аритмичный пульс (pulsus irregularis) — если они различны.

### Наполнение
Наполнение пульса — объём крови в артерии на высоте пульсовой волны. Различают:
- пульс умеренного наполнения;
- полный пульс (pulsus plenus) — наполнение пульса сверх нормы;
- пустой пульс (pulsus vacuus) — плохо пальпируемый;
- нитевидный пульс (pulsus filliformis) — едва ощутимый.

### Напряжение
Напряжение пульса характеризуется силой, которую нужно приложить для полного пережатия артерии. Различают:
- пульс умеренного напряжения;
- твёрдый пульс (pulsus durus);
- мягкий пульс (pulsus mollis).

### Высота
Высота пульса — амплитуда колебаний стенки артерий, определяемая на основе суммарной оценки напряжения и наполнения пульса. Различают:
- пульс умеренной высоты;
- большой пульс (pulsus magnus) — высокая амплитуда;
- малый пульс (pulsus parvus) — низкая амплитуда.

### Форма (скорость)
Форма (скорость) пульса — скорость изменения объёма артерии. Форма пульса определяется по сфигмограмме и зависит от скорости и ритма нарастания и падения пульсовой волны. Различают:
- Скорый пульс (pulsus celer).

Скорым называется пульс, при котором как высокий подъём кровяного давления, так и его резкое падение протекают в укороченные сроки. Благодаря этому он ощущается как удар или скачок и встречается при недостаточности аортального клапана, тиреотоксикозе, анемии, лихорадке, артериовенозных аневризмах.
- Медленный пульс (pulsus tardus).

Медленным называется пульс с замедленным подъёмом и спадением пульсовой волны и встречается при медленном наполнении артерий: стеноз устья аорты, недостаточность митрального клапана, митральный стеноз.
- Дикротический пульс (pulsus dycroticus).

При дикротическом пульсе за главной пульсовой волной следует новая, как бы вторая (дикротическая) волна меньшей силы, что бывает лишь при полном пульсе. Ощущается как сдвоенный удар, которому соответствует только одно сердечное сокращение. Дикротический пульс свидетельствует о падении тонуса периферических артерий при сохранении сократительной способности миокарда.

## Венозный пульс
Венозный (венный) пульс — пульсация яремных вен на шее, а также ряда других крупных вен, расположенных в непосредственной близости от сердца. Венозный пульс в периферических венах встречается редко.

### Методы исследования
- Осмотр
- Флебография

### Диагностическое значение
В клинике различают положительный и отрицательный венный пульс. Для этого сравнивают флебограммы и сфигмограммы. В норме наполнение артерий (положительный зубец на сфигмограмме) сопровождается опустошением и спадением вен (отрицательный зубец на флебограмме) — это отрицательный венный пульс. При недостаточности трёхстворчатого клапана наполнение артерий будет сочетаться с наполнением вен (зубцы же на флебограмме и сфигмограмме будут идти в унисон). В этом случае говорят о положительном венном пульсе.

## Капиллярный пульс

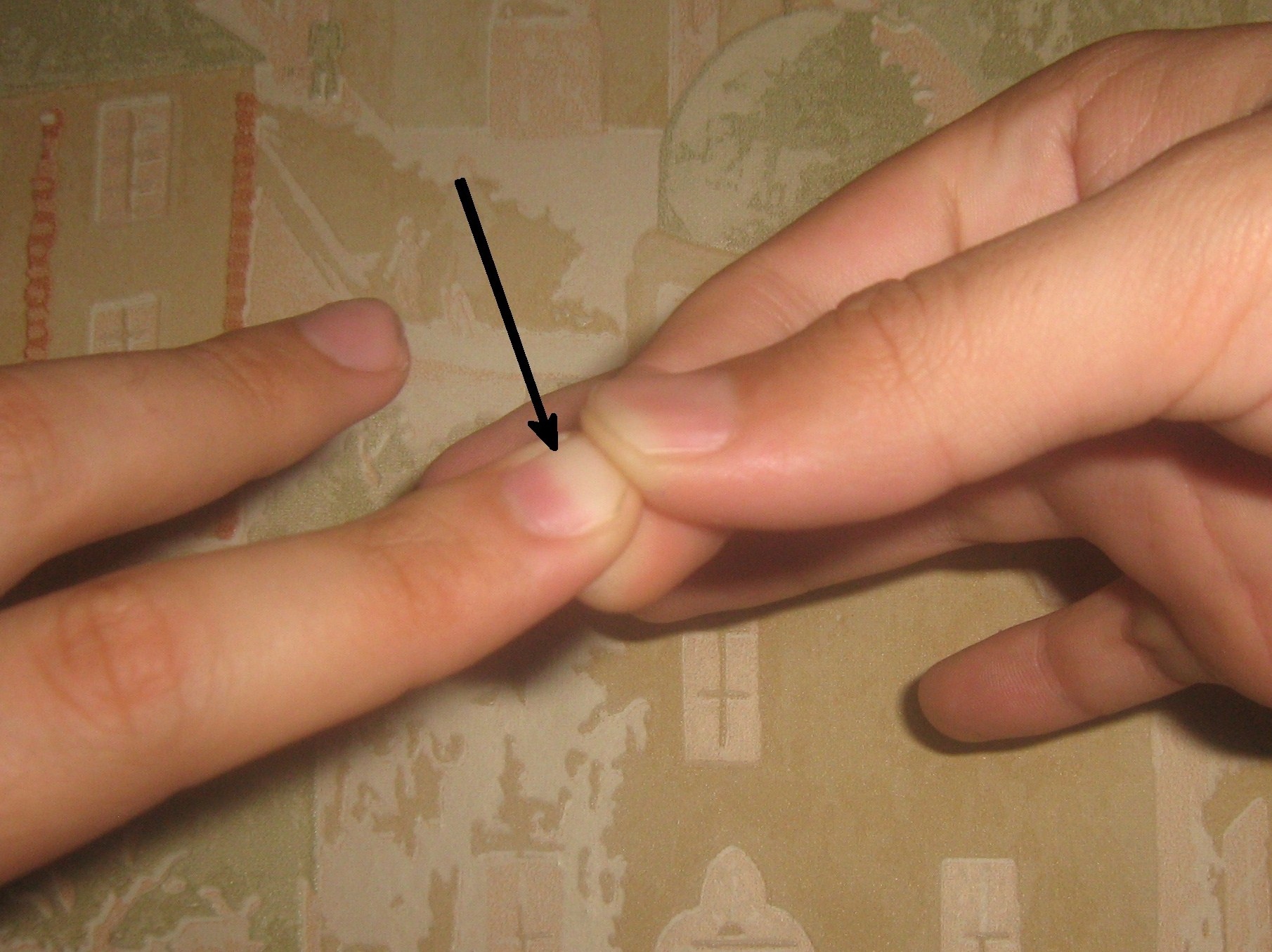
Определение капиллярного пульса в области ногтевого ложа

Капиллярный пульс (пульс Квинке) — синхронное с артериальным пульсом изменение интенсивности окраски ногтевого ложа, придавленной стеклом нижней губы и гиперемированной кожи лба. Наличие капиллярного пульса не является нормой, так как у здорового человека кровоток в капиллярах непрерывен вследствие деятельности прекапиллярных сфинктеров. Появление капиллярного пульса связано с увеличением разницы между систолическим и диастолическим давлением, то есть с увеличением пульсового давления, потому что в данном случае прекапиллярные сфинктеры не в состоянии справиться со своей задачей. Такое наблюдается при многих патологических состояниях, прежде всего при недостаточности аортального клапана.

### Методика выявления
Существует три основных метода выявления капиллярного пульса:
- Лёгкое надавливание на конец ногтевого ложа любого из пальцев руки. У здорового человека происходит побледнение дистальной половины прижатого ногтевого ложа, между ней и проксимальной неизменённой половиной возникает чёткая граница, которая не меняет своё положение до тех пор, пока надавливание на ногтевое ложе не прекратится (отрицательный симптом Квинке). У больных, страдающих недостаточностью аортального клапана, наблюдается ритмичное покраснение в фазу систолы и побледнение в фазу диастолы прижатого ногтевого ложа (положительный симптом Квинке).
- Существует метод, который заключается в том, что к слизистой оболочке нижней губы прижимается покровное стеклышко. При этом капиллярный пульс выявляется в виде ритмичного покраснения в систолу и побледнения в диастолу того участка слизистой губ, к которой было прижато покровное стеклышко.
- Капиллярный пульс также выявляют путём растирания кожи лба, при этом на гиперемированном участке кожи лба также может выявляться то покраснение, то побледнение, синхронные с соответствующими фазами сердечного цикла.

### Частота пульса
Обычно частоту пульса считают в течение 15 секунд и умножают на 4, но следует учитывать, что частота пульса меняется, из-за этого результат может отличаться, поэтому лучше отсчитать полную минуту. При физической нагрузке, изменении эмоционального состояния, а также при связанных с дефицитом гемоглобина в крови и других заболеваниях частота пульса увеличивается, так как в ответ на требование органам и тканям повышенного кровоснабжения организм человека стандартно реагирует увеличением сердечных сокращений.